# 莱延侯国
莱延侯国（德語：Fürstentum von der Leyen）是存在于1806年至1814年，在今天巴登-符腾堡西部的德意志邦国。莱延家族已夺取了德国西部的很多地区。1797年，法国击败了神圣罗马帝国，所有莱茵河西部的土地都失去了。奥地利在1806年战败，阿登多夫伯爵菲利普弗朗西斯被提升为侯爵，他的土地被重新命名为“莱延侯国”。境内形成由巴登包围的飞地。菲利普-弗朗西斯王子像莱茵邦联的许多其他成员在很大程度上成为法国的傀儡，在1813年拿破仑在莱比锡战役战败，维也纳会议选择了继承了他的领土，并把它给奥地利。1819年，奥地利将其割让到巴登。